# Martín II Enríquez de Lacarra
Martín II Enríquez de Lacarra o bien Martín Enríquez de Lacarra y Lizasoáin y más conocido como mosén Martín Enríquez de Lacarra (Reino de Navarra, ca. 1364 - ib., 9 de julio de 1410) fue un noble y ricohombre navarro que sirvió bajo las órdenes de Carlos III el Noble en sus campañas en el Reino francés durante la guerra de los Cien Años. Era el I señor de Vierlas y de II señor de Sartaguda y el II señor de Ablitas.

## Biografía

### Origen familiar y primeros años
Martín Enríquez de Lacarra nació hacia 1364 en el Reino de Navarra, siendo hijo del mariscal Martín Enríquez de Lacarra, I señor de Ablitas y II de Lacarra, y de Juana de Lizasoáin, además de nieto de Juan Enríquez de Lacarra (f. 1323), I señor de Lacarra, y una mujer de nombre aún no documentado que era de la misma Casa homónima que trajo como dote dicho señorío, y bisnieto del rey Enrique I de Navarra y una noble dama conocida como Garaztar de Lacarra, también del mismo linaje.

### Tenencia feudal de Mallén y de Vierlas
Mosén Martín Enríquez fue asignado como tenente del castillo de Mallén, y además en 1389 había sido nombrado por Carlos III de Navarra como mariscal real, al igual que su padre. En el año 1392 obtuvo como tenencia feudal por una vida, al castillo y villa de Vierlas.

### Tierras normandas y capitán de Cherburgo

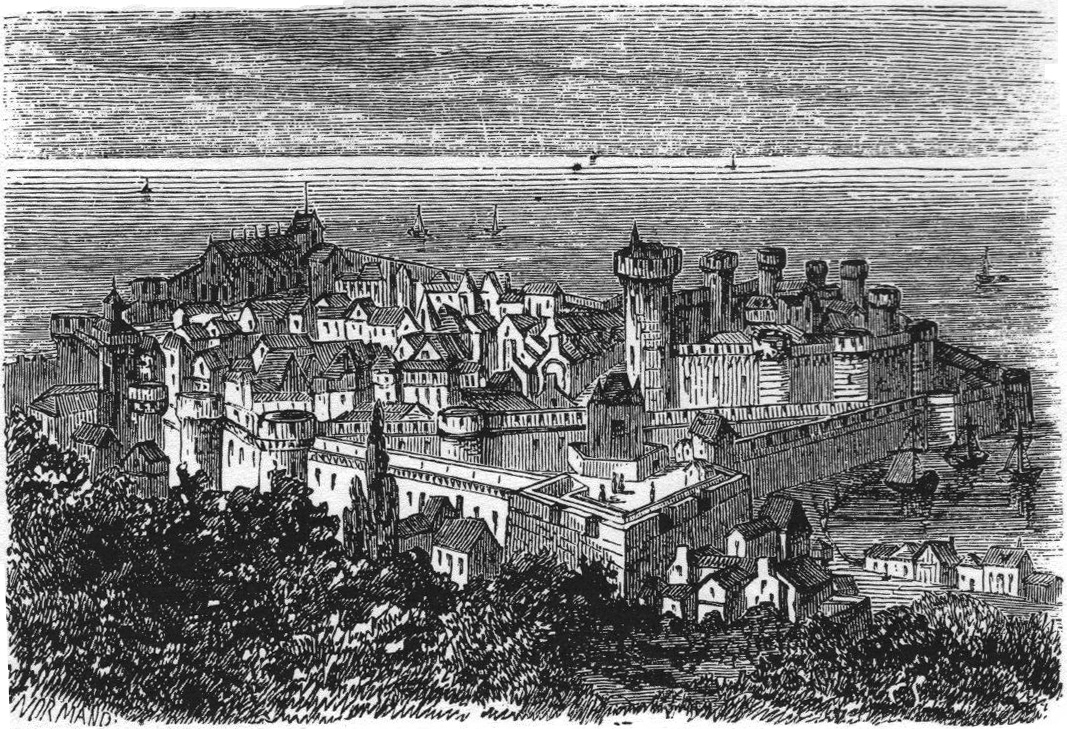
Villa y castillo de Cherburgo.

En el año 1393, la Corona navarra volvió a tomar posesión de las tierras normandas y de la Champaña, por la cesión que le hizo el Reino de Inglaterra.
De esta forma, Martín II Enríquez de Lacarra se convirtió en capitán de Cherburgo, a semejanza de su progenitor, cargo que ocupó desde el 1º de diciembre de 1393 (hasta el 9 de junio de 1404).

### Merino mayor de Tudela y funcionario real
A principios del año 1394, Martín Enríquez fue nombrado merino mayor de la Ribera o de Tudela, cuyo predecesor había sido Martín de Aibar el Chambelán, asignado el año anterior, pero fue enviado como embajador al Reino de Castilla para hacer alianzas con su soberano, con quien juraría tratado al año siguiente.
El 4 de agosto del corriente, como merino mayor, Lacarra trasladó como preso desde el castillo aragonés de Monreal del Campo a la villa navarra de Cortes a Fadrique de Castilla —un hijo natural del rey Enrique II y de la noble Beatriz Ponce de León y Jérica— quien fuera duque de Benavente, debido a las intrigas y acusaciones formuladas en su detrimento en cuanto al Consejo de Regencia —que ostentaba desde 1390— como uno de los tutores del niño rey Enrique III.
Una vez que llegaron a destino, el exduque Fadrique fue entregado por Enríquez de Lacarra a un jurado castellano-aragonés que lo trasladó hasta el castillo de Almodóvar del Río, en donde quedó detenido y fallecería allí a finales del mismo año.

### Negociaciones regias en Francia por la Normandía

Reinos de Francia y Navarra entre 1358 y 1363, mostrando ubicación geográfica de Cherburgo.
Posesiones de Carlos II de Navarra
Territorios controlados por Eduardo III de Inglaterra, antes del tratado de Brétigny
Cabalgada de Eduardo III en 1359-60
Territorios cedidos a Eduardo III en virtud del tratado de Brétigny - heredero del primer tratado de Londres

En 1396, debido a las negociaciones necesarias por las tierras adquiridas, sumado a las diferencias con Francia respecto a la obediencia pontificia de un papa aragonés: Benedicto XIII de Aviñón —más conocido como Papa Luna— y además para mediar entre los Orleáns y los Borgoña, el rey navarro decidió realizar un primer viaje al país vecino, junto a su primo Carlos de Beaumont y a una comitiva de caballeros, clérigos, médicos, tesoreros y demás acompañantes.
Llegaron a París en 1397 pero desafortunadamente para las arcas del reino por la deuda adquirida, no consiguió un resultado inmediato. En noviembre de 1403, el rey había hecho un segundo viaje, acompañado esta vez por su canciller Íñigo Ortiz de Zúñiga y Leiva —su yerno, por estar casado desde 1396 con Juana de Navarra, señora de Sada y Eslava, y que era un hermano del obispo Gonzalo de Zúñiga— y además por su habitual Corte ambulante.

### Permuta de Cherburgo y señor de Ablitas
Llegaron a París el 15 de enero de 1404, para retomar las negociaciones el 9 de mayo del corriente y luego de un mes de conversaciones y fiestas, concluyeron con un resultado bastante honorable, por el cual se le restituiría a Francia los territorios antes nombrados a cambio de una renta anual y el ducado de Nemours.
También incluiría —por segundo documento— a la villa de Cherburgo capitaneada por Enríquez de Lacarra, que fue trocada por una suma de dinero y el señorío de Provins.
En 1405 se convirtió por confirmación regia en el II señor de Ablitas —ya que el rey lo había donado como tenencia feudal, junto al de Fontellas, a su chambelán mosén Rodrigo de Uriz en 1368— que lo dio a perpetuidad para sus descendientes, al que añadió como patrimonio familiar los señoríos de Almázara y Bonamaison.

### Señor de Sartaguda y viaje real a Francia
En el año 1407 se intitulaba señor de Sartaguda, y en 1409 acompañó al rey navarro Carlos III en su tercer viaje a Francia, por lo cual la merindad de Tudela tuvo que dejarla a cargo de su lugarteniente Pere Arnaut de Suescún, señor de Lasalle desde 1394 y de Suescún desde 1397.
Ambos habían viajado al país vecino porque a fines del citado año se realizaría en su capital el desposorio formal entre la princesa navarra Blanca que también era reina-viuda de Sicilia, con el duque Luis de Baviera-Ingolstadt quien fuera hermano de Isabel y que a su vez era la reina consorte de Francia.
Residiendo con el rey en París, el 5 de agosto del corriente, Carlos el Bueno le donó como obsequio de boda de su hijo homónimo, a perpetuidad para sus descendientes legítimos, el castillo y villa de Vierlas con la laguna de Lor. Si bien las capitulaciones se firmaron en noviembre, el compromiso sería cancelado a principios de 1410 y la comitiva debería regresar a Navarra.

### Fallecimiento
El mariscal Martín II Enríquez de Lacarra fallecería en el Reino de Navarra, el 9 de julio de 1410. Su viuda gozó de los privilegios de usufructo feudal y emolumentos de los cargos de merino y alcaide de su difunto marido hasta el 8 de diciembre del mismo año.

## Matrimonio y descendencia
El mariscal mosén Martín Enríquez de Lacarra se unió en matrimonio en la villa de Peralta en 1392 con Inés de Moncayo (n. ca. 1368), o bien de Asiáin por mudar su apellido toponímico ya que era la cuarta hija del ricohombre Ramiro Sánchez de Asiáin (Navarra, ca. 1338 - Tafalla, 20 de enero de 1380), quien fuera merino mayor de Pamplona, I señor consorte de Los Fayos, de Maleján, de Torrellas y de Santa Cruz y también señor de Asiáin y de Urroz —un hijo de Sancho Fernández de Asiáin (n. ca. 1313) y nieto de Fernando Gil de Asiáin (n. ca. 1283)— y de su esposa Aldonza de Gurrea, señora de Los Fayos, y demás Estados, que le fueron confiscados todos sus bienes navarros y fue decapitado en el castillo de Tafalla, al se detenido por desafiar a mosén Fillot de Agramont cuando Ramiro retornara el 24 de agosto de 1379 como embajador a Castilla y por reberlarse ante el rey.
Inés era hermana de la primogénita Aldonza de Moncayo (n. ca. 1358), II señora de Los Fayos, de Torrellas y de Santa Cruz, que se casó con Pedro López de Gurrea, señor de Pedrola y que fueran padres de María López de Gurrea la Ricahembra que se enlazaría con el conde Juan II de Ribagorza; del segundogénito Juan Ramírez de Asiáin "el de Moncayo" (Aragón, ca. 1359 - f. 1436), también II señor de Los Fayos, de Torrellas y de Santa Cruz, y desde el 16 de agosto de 1407, II señor de Maleján —por comprarlo al abad Antonio de Sijena del Real Monasterio de Santa María de Veruela— quien fuera un escudero residente en Tarazona desde la tragedia paterna, que se había casado con María de Coscón y Cesanalls; del tercero que era García Ramírez de Asiáin (n. ca. 1360), señor de Asiáin desde 1379 a 1380 y ricohombre de Navarra enlazado con Juana Enríquez de Lacarra, II señora de Mongelos, III de Lacarra y tía de mosén Martín,  y de la menor, Juana de Moncayo que estaba enlazada con Berenguer de Ariño pero que no dejaron descendencia.
Además, Inés de Moncayo —o bien Inés Ramírez de Asiáin— era tía de Juan de Moncayo y Coscón (n. Aragón, ca. 1399), III señor de Maleján, tenente de los castillos de Clamosa y de Puy de Cinca, y gobernador de Aragón, que fue también señor de Bureta desde el 5 de enero de 1431, de Ráfales, de Torre de Algar y de Albalate de Cinca desde el 2 de enero de 1435, y en el mismo año, participó con su hermano Sancho de Moncayo y Coscón en la batalla de Ponza, luego de la cual cayeron ambos prisioneros, muriendo el segundo sobrino de Inés en prisión. Juan también fue virrey de Sicilia entre 1459 y 1462, y se había casado en el año 1424 con Sirena Zacosta y fue con quien concibieron a tres hijos: Juan, muerto niño, Sirena y Pedro de Moncayo y Zacosta (n. 1430).
Fruto del enlace entre mosén Martín e Inés de Moncayo hubo, por lo menos, cinco hijos:
- Martín III Enríquez de Lacarra (n. ca. 1393 - f. 28 de septiembre de 1428),[24] III señor de Ablitas y II señor de Vierlas[29] y de Sartaguda,[40] que se unió en matrimonio siendo muy joven en la villa de Peralta en el año 1409[29] con Aldonza de Gurrea y Mendoza[23][26] —sobrina paterna de los ya citados Pedro López de Gurrea y de su esposa Aldonza Ramírez de Asiáin, o bien de Moncayo— y como regalo regio de boda obtuvo a perpetuidad para sus descendientes legítimos el 5 de agosto del corriente, el citado castillo y villa de Vierlas y la laguna con el despoblado de Lor, convirtiéndose en su segundo señor, del linaje de la Casa de Lacarra.[7][23] Fue nombrado merino mayor de la Ribera el 8 de enero de 1411, y al mismo tiempo, alcaide del castillo de Tudela. Martín y Aldonza no concibieron hijos, por lo cual el sucesor de sus señoríos de Ablitas y Vierlas fue su hermano mosén Beltrán, que era segundogénito, ya que estaban sujetos al mayorazgo de la Casa de Lacarra, y el de Sartaguda a su hermano menor Sancho.[40]

- Mosén Beltrán Enríquez de Lacarra y Moncayo "el Joven"[40][41] (n. ca. 1396 - f. 1443), IV señor de Ablitas[40] y III señor de Vierlas,[42] ambos desde 1428 por fallecimiento de su hermano primogénito que no dejó hijos legítimos.[24] Fue maestrehostal de la reina Blanca I y chambelán de su marido Juan II de Aragón, cuyos monarcas le confirmaron en 1434 el disfrute de la laguna de Lor.[40] También hacia 1429 fue alcaide de Cárcar, por lo cual se ocupaba de su defensa.[13] Desde 1423 hasta 1437 los reyes navarros le habían dado en tenencia el caserío de Ipasate de su tío homónimo Beltrán.[13][43] Mosén Beltrán se enlazó hacia 1427 con Isabel de Foxán,[13][40] I señora de Eriete, para concebir cuatro hijos: la primogénita Inés Enríquez de Lacarra[44] —madre del vizconde Pedro de Navarra y Lacarra y abuela del marqués Pedro de Navarra y de la Cueva— y le seguía el segundogénito Luis Enríquez de Lacarra (n. 1429),[13] V señor de Ablitas, IV de Vierlas y III de Eriete,[45] el tercer hijo Juan III Enríquez de Lacarra (n. ca. 1431), II señor de Eriete hacia 1455,[46] pero por falta de hijos legítimos pasaría a su hermano Luis,[45] el cuarto hijo, Martín IV Enríquez de Lacarra (n. ca. 1433),[1][47] y la menor, María Enríquez de Lacarra y Foxán que se casó dos veces.[48][49]

- Sancho Enríquez de Lacarra[40][50][51]  (n. ca. 1398), III señor de Sartaguda desde 1428,[40][52] por el fallecimiento de su hermano mayor que no dejara hijos sucesores legítimos,[52] y desde 1430 fue nombrado como capitán de Mendavia.[53] Se unió en matrimonio con Isabel de Villaespesa[51] (n. ca. 1399), una hija de Francés de Villaespesa[54][51] (Teruel, ca. 1370 - Olite, 21 de enero de 1421),[51] canciller mayor de Navarra desde el 20 de marzo de 1397,[51] y de su esposa desde 1396,[51] Isabel de Ursúa[54] o bien Isabel de Ujué[51] (n. Tudela, ca. 1376),[51] quienes fueran enterrados en un magnífico sepulcro —obra del escultor hispano-flamenco Janin Lomme de Tournai— en la capilla de Nuestra Señora de la Esperanza de la catedral de Santa María de Tudela.[55] Fruto del enlace entre Sancho de Lacarra e Isabel de Villaespesa hubo, por lo menos, un solo hijo:

- Charles o Carlos de Lacarra y Villaespesa (n. ca. 1419), IV señor de Sartaguda, que se enlazaría con Catalina de Peralta (n. ca. 1425), hija de mosén Pierres o Pedro de Peralta "el Viejo" y de su esposa desde 1406, Juana de Ezpeleta y Echauz, además de hermana del I conde mosén Pedro "el Joven" y de Juana de Peralta y Ezpeleta, y por lo tanto, cuñada del I mariscal Felipe de Navarra (f. 1450), II vizconde de Muruzábal y I señor de Valdizarbe desde 1424. Fruto del enlace entre Carlos de Lacarra y Catalina de Peralta hubo un solo hijo:

- Mosén Charles o mosén Carlos de Lacarra y Peralta (n. ca. 1449 - f. después de 1508), V señor de Sartaguda, que el 21 de enero de 1486 realizó una permuta con Sancho Fernández de Velasco —VI señor de Arnedo, de Arenzana y de San Asensio, y I señor de Nieva de Cameros desde el 14 de abril de 1458, y que era marido de su tía segunda María Enríquez de Lacarra y Foxán— de la dehesa y torre de Santa Gadea de Ebro por la heredad y torre de Las Ruedas, en el término de Arnedo. Mosén Charles también actuó hacia 1470 como fiador, entre otros, de Leonor —la abuela paterna de la futura reina Catalina— de un regalo de boda de 2.000 florines de oro para María de Navarra y Peralta —hija del vizconde Felipe y prima materna de mosén Carlos ya citados— que se había casado con Carlos de Arellano, padres de Juan de Arellano, señor de Ausejo, Murillo y Alcanadre, que testaría el 23 de octubre de 1534. Por lo que trajo como consecuencia que los reyes le entregaran en Tafalla a este último el señorío de Sartaguda, el 27 de mayo de 1508, hasta cobrar totalmente lo adeudado que ascendía al doble, ya que le correspondía 111.000 maravedíes anuales.

- Leonor Enríquez de Lacarra[60] (n. ca. 1400) se unió en matrimonio con Pedro Álvarez de Aibar[60] —hijo de Martín de Aibar el Joven,[60] copero real en 1399, alcaide del castillo de Corella en 1409 y chambelán real en 1421, y nieto del escudero[60] y merino mayor[17] ya citado Martín de Aibar el Chambelán,[17][60] I señor de Rada desde 1389[60] y de Liberri desde 1390,[60] quien fuera tutor[60] del infante Carlos desde 1398— pero dicho enlace no dejó descendencia. Pedro fue quien acompañara a la reina Blanca a Castilla en 1424.[60]

- María Enríquez de Lacarra y Moncayo[61][62] (n. ca. 1405) que se unió en matrimonio con el viudo Pedro López de Ayala[61][62] (n. ca. 1392), señor de Salvatierra, Ayala y Salinillas,[62] quien fuera merino de Guipúzcoa, aunque de este enlace no dejarían hijos sucesores.[61][62] Pedro era el único hijo varón de Fernán Pérez de Ayala[62] (n. ca. 1362 - f. 1436), señor de Ayala y adelantado mayor de Murcia, y de María Sarmiento y Castilla, II señora de Salinillas, de Berberana y de Mansilla. La primera esposa de Pedro había sido María de Velasco[61][62] (n. ca. 1400), una hija de Diego de Velasco y de Constanza de Guevara, pero que tampoco había dejado descendencia.[61][62]

## Ancestros
| \| \| \| \| \| \| \| \| \| \| \| \| \| \| \| \| \| \| \| \| 16. Teobaldo I de Navarra \| \| \| \| \| \| \| \| \| \| \| \| \| \| \| \| \| \| \| \| \| \| \| \| \| \| \| \| \| \| \| \| \| \| \| \| \| \| \| \| \| \| \| \| \| \| \| \| \| \| \| \| \| \| 8. Enrique I de Navarra \| \| \| \| \| \| \| \| \| \| \| \| \| \| \| \| \| \| \| \| \| \| \| \| \| \| \| \| \| \| \| \| \| \| \| \| \| \| \| \| \| \| \| \| \| \| \| \| \| \| \| \| \| \| 17. Margarita de Borbón \| \| \| \| \| \| \| \| \| \| \| \| \| \| \| \| \| \| \| \| \| \| \| \| \| \| \| \| \| \| \| \| \| \| \| \| \| \| \| \| \| \| \| \| \| \| \| \| \| \| \| \| \| \| 4. Juan Enríquez de Lacarra \| \| \| \| \| \| \| \| \| \| \| \| \| \| \| \| \| \| \| \| \| \| \| \| \| \| \| \| \| \| \| \| \| \| \| \| \| \| \| \| \| \| \| \| \| \| \| \| \| \| \| \| \| \| 18. N. de Lacarra \| \| \| \| \| \| \| \| \| \| \| \| \| \| \| \| \| \| \| \| \| \| \| \| \| \| \| \| \| \| \| \| \| \| \| \| \| \| \| \| \| \| \| \| \| \| \| \| \| \| \| \| \| \| 9. Garaztar de Lacarra \| \| \| \| \| \| \| \| \| \| \| \| \| \| \| \| \| \| \| \| \| \| \| \| \| \| \| \| \| \| \| \| \| \| \| \| \| \| \| \| \| \| \| \| \| \| \| \| \| \| \| \| \| \| 19. NN. \| \| \| \| \| \| \| \| \| \| \| \| \| \| \| \| \| \| \| \| \| \| \| \| \| \| \| \| \| \| \| \| \| \| \| \| \| \| \| \| \| \| \| \| \| \| \| \| \| \| \| \| \| \| 2. Martín Enríquez de Lacarra \| \| \| \| \| \| \| \| \| \| \| \| \| \| \| \| \| \| \| \| \| \| \| \| \| \| \| \| \| \| \| \| \| \| \| \| \| \| \| \| \| \| \| \| \| \| \| \| \| \| \| \| \| \| 20. N. de Lacarra \| \| \| \| \| \| \| \| \| \| \| \| \| \| \| \| \| \| \| \| \| \| \| \| \| \| \| \| \| \| \| \| \| \| \| \| \| \| \| \| \| \| \| \| \| \| \| \| \| \| \| \| \| \| 10. Sancho de Lacarra \| \| \| \| \| \| \| \| \| \| \| \| \| \| \| \| \| \| \| \| \| \| \| \| \| \| \| \| \| \| \| \| \| \| \| \| \| \| \| \| \| \| \| \| \| \| \| \| \| \| \| \| \| \| 21. NN. \| \| \| \| \| \| \| \| \| \| \| \| \| \| \| \| \| \| \| \| \| \| \| \| \| \| \| \| \| \| \| \| \| \| \| \| \| \| \| \| \| \| \| \| \| \| \| \| \| \| \| \| \| \| 5. N. Sánchez de Lacarra \| \| \| \| \| \| \| \| \| \| \| \| \| \| \| \| \| \| \| \| \| \| \| \| \| \| \| \| \| \| \| \| \| \| \| \| \| \| \| \| \| \| \| \| \| \| \| \| \| \| \| \| \| \| 11. NN. \| \| \| \| \| \| \| \| \| \| \| \| \| \| \| \| \| \| \| \| \| \| \| \| \| \| \| \| \| \| \| \| \| \| \| \| \| \| \| \| \| \| \| \| \| \| \| \| \| \| \| \| \| \| 1. Martín II Enríquez de Lacarra \| \| \| \| \| \| \| \| \| \| \| \| \| \| \| \| \| \| \| \| \| \| \| \| \| \| \| \| \| \| \| \| \| \| \| \| \| \| \| \| \| \| \| \| \| \| \| \| \| \| \| \| \| \| 12. Lope García de Lizasoáin \| \| \| \| \| \| \| \| \| \| \| \| \| \| \| \| \| \| \| \| \| \| \| \| \| \| \| \| \| \| \| \| \| \| \| \| \| \| \| \| \| \| \| \| \| \| \| \| \| \| \| \| \| \| 6. García López de Lizasoáin \| \| \| \| \| \| \| \| \| \| \| \| \| \| \| \| \| \| \| \| \| \| \| \| \| \| \| \| \| \| \| \| \| \| \| \| \| \| \| \| \| \| \| \| \| \| \| \| \| \| \| \| \| \| 13. NN. \| \| \| \| \| \| \| \| \| \| \| \| \| \| \| \| \| \| \| \| \| \| \| \| \| \| \| \| \| \| \| \| \| \| \| \| \| \| \| \| \| \| \| \| \| \| \| \| \| \| \| \| \| \| 3. Juana de Lizasoáin \| \| \| \| \| \| \| \| \| \| \| \| \| \| \| \| \| \| \| \| \| \| \| \| \| \| \| \| \| \| \| \| \| \| \| \| \| \| \| \| \| \| \| \| \| \| \| \| \| \| \| \| \| \| 7. NN. \| \| \| \| \| \| \| \| \| \| \| \| \| \| \| \| \| \| \| \| \| \| \| \| \| \| \| \| \| \| \| \| \| \| \| \| \| \| \| \| \| \| \| \| \| \| \| \| \| \| \| \| |                                  |  |  |  |  |  |  |  |  |  |  |  |  |  |  |  |
| |                                  |  |  |  |  |  |  |  |  |  |  |  |  |  |  |  |
| | 16. Teobaldo I de Navarra        |  |  |  |  |  |  |  |  |  |  |  |  |  |  |  |
| |                                  |  |  |  |  |  |  |  |  |  |  |  |  |  |  |  |
| |                                  |  |  |  |  |  |  |  |  |  |  |  |  |  |  |  |
| | 8. Enrique I de Navarra          |  |  |  |  |  |  |  |  |  |  |  |  |  |  |  |
| |                                  |  |  |  |  |  |  |  |  |  |  |  |  |  |  |  |
| |                                  |  |  |  |  |  |  |  |  |  |  |  |  |  |  |  |
| | 17. Margarita de Borbón          |  |  |  |  |  |  |  |  |  |  |  |  |  |  |  |
| |                                  |  |  |  |  |  |  |  |  |  |  |  |  |  |  |  |
| |                                  |  |  |  |  |  |  |  |  |  |  |  |  |  |  |  |
| | 4. Juan Enríquez de Lacarra      |  |  |  |  |  |  |  |  |  |  |  |  |  |  |  |
| |                                  |  |  |  |  |  |  |  |  |  |  |  |  |  |  |  |
| |                                  |  |  |  |  |  |  |  |  |  |  |  |  |  |  |  |
| | 18. N. de Lacarra                |  |  |  |  |  |  |  |  |  |  |  |  |  |  |  |
| |                                  |  |  |  |  |  |  |  |  |  |  |  |  |  |  |  |
| |                                  |  |  |  |  |  |  |  |  |  |  |  |  |  |  |  |
| | 9. Garaztar de Lacarra           |  |  |  |  |  |  |  |  |  |  |  |  |  |  |  |
| |                                  |  |  |  |  |  |  |  |  |  |  |  |  |  |  |  |
| |                                  |  |  |  |  |  |  |  |  |  |  |  |  |  |  |  |
| | 19. NN.                          |  |  |  |  |  |  |  |  |  |  |  |  |  |  |  |
| |                                  |  |  |  |  |  |  |  |  |  |  |  |  |  |  |  |
| |                                  |  |  |  |  |  |  |  |  |  |  |  |  |  |  |  |
| | 2. Martín Enríquez de Lacarra    |  |  |  |  |  |  |  |  |  |  |  |  |  |  |  |
| |                                  |  |  |  |  |  |  |  |  |  |  |  |  |  |  |  |
| |                                  |  |  |  |  |  |  |  |  |  |  |  |  |  |  |  |
| | 20. N. de Lacarra                |  |  |  |  |  |  |  |  |  |  |  |  |  |  |  |
| |                                  |  |  |  |  |  |  |  |  |  |  |  |  |  |  |  |
| |                                  |  |  |  |  |  |  |  |  |  |  |  |  |  |  |  |
| | 10. Sancho de Lacarra            |  |  |  |  |  |  |  |  |  |  |  |  |  |  |  |
| |                                  |  |  |  |  |  |  |  |  |  |  |  |  |  |  |  |
| |                                  |  |  |  |  |  |  |  |  |  |  |  |  |  |  |  |
| | 21. NN.                          |  |  |  |  |  |  |  |  |  |  |  |  |  |  |  |
| |                                  |  |  |  |  |  |  |  |  |  |  |  |  |  |  |  |
| |                                  |  |  |  |  |  |  |  |  |  |  |  |  |  |  |  |
| | 5. N. Sánchez de Lacarra         |  |  |  |  |  |  |  |  |  |  |  |  |  |  |  |
| |                                  |  |  |  |  |  |  |  |  |  |  |  |  |  |  |  |
| |                                  |  |  |  |  |  |  |  |  |  |  |  |  |  |  |  |
| | 11. NN.                          |  |  |  |  |  |  |  |  |  |  |  |  |  |  |  |
| |                                  |  |  |  |  |  |  |  |  |  |  |  |  |  |  |  |
| |                                  |  |  |  |  |  |  |  |  |  |  |  |  |  |  |  |
| | 1. Martín II Enríquez de Lacarra |  |  |  |  |  |  |  |  |  |  |  |  |  |  |  |
| |                                  |  |  |  |  |  |  |  |  |  |  |  |  |  |  |  |
| |                                  |  |  |  |  |  |  |  |  |  |  |  |  |  |  |  |
| | 12. Lope García de Lizasoáin     |  |  |  |  |  |  |  |  |  |  |  |  |  |  |  |
| |                                  |  |  |  |  |  |  |  |  |  |  |  |  |  |  |  |
| |                                  |  |  |  |  |  |  |  |  |  |  |  |  |  |  |  |
| | 6. García López de Lizasoáin     |  |  |  |  |  |  |  |  |  |  |  |  |  |  |  |
| |                                  |  |  |  |  |  |  |  |  |  |  |  |  |  |  |  |
| |                                  |  |  |  |  |  |  |  |  |  |  |  |  |  |  |  |
| | 13. NN.                          |  |  |  |  |  |  |  |  |  |  |  |  |  |  |  |
| |                                  |  |  |  |  |  |  |  |  |  |  |  |  |  |  |  |
| |                                  |  |  |  |  |  |  |  |  |  |  |  |  |  |  |  |
| | 3. Juana de Lizasoáin            |  |  |  |  |  |  |  |  |  |  |  |  |  |  |  |
| |                                  |  |  |  |  |  |  |  |  |  |  |  |  |  |  |  |
| |                                  |  |  |  |  |  |  |  |  |  |  |  |  |  |  |  |
| | 7. NN.                           |  |  |  |  |  |  |  |  |  |  |  |  |  |  |  |
| |                                  |  |  |  |  |  |  |  |  |  |  |  |  |  |  |  |
| |                                  |  |  |  |  |  |  |  |  |  |  |  |  |  |  |  |